# Brooklyn Beckham
Brooklyn Joseph Peltz Beckham, född 4 mars 1999 i Westminster i London, är en engelsk (brittisk) mediapersonlighet och före detta modell. Han är son till David och Victoria Beckham, samt bror till Romeo, Cruz och Harper Beckham.
Brooklyn Beckham är sedan 2022 gift med skådespelerskan Nicola Peltz, dotter till affärsmannen Nelson Peltz och syster till bland annat skådespelaren Will Peltz.